# Bárbara de Braganza
Bárbara de Braganza (Lisboa, 4 de diciembre de 1711-Aranjuez, 27 de agosto de 1758) fue una infanta portuguesa, hija de Juan V de Portugal y María Ana de Austria. Bárbara contrajo matrimonio en 1729 en la ciudad de Badajoz con el entonces  príncipe Fernando  (futuro Fernando VI). Durante su reinado fue la reina consorte de España. No tuvo hijos.
Como era habitual en ese momento, ella y su hermano, José, Príncipe do Brasil, contrajeron matrimonio político. En este caso, se combinó un matrimonio doble con los hijos de Felipe V de España, destinado a mejorar las relaciones entre las dos coronas ibéricas tras la guerra de sucesión española. El doble matrimonio del príncipe heredero portugués y la princesa con sus homólogos españoles pasó a la historia como el "Intercambio de princesas". Debido a que tuvo lugar en Río Caia, Badajoz, en la frontera con Portugal, también se le conoce como el Viaje de Caia.

## Infancia y educación
Aunque sus padres se casaron en 1708, permanecieron sin hijos durante casi tres años. Luego, el rey le hizo una promesa a Dios de que si nacía un heredero al trono, se construiría un gran convento en señal de gratitud. Al nacer Bárbara y, como había prometido, el rey mandó construir el Convento de Mafra.
Bárbara nació como presunta heredera del trono portugués, llamado Princesa de Brasil. Su condición de presunta heredera fue reemplazada después de que la reina dio a luz a un hijo, Pedro, príncipe de Brasil, dos años después. Pedro murió a los dos años, sin embargo, el infante José, futuro José I de Portugal, nacido antes de la muerte de Pedro, impidió que Bárbara ascendiera al trono.
Como hija de uno de los monarcas más nobles de la época, la princesa recibió una excelente educación. Hija de padre portugués y madre austriaca, hablaba francés, alemán e italiano con fluidez, y aprendió más tarde, cuando se fuera a vivir a Madrid, también castellano.
La joven princesa era una mujer culta y gran amante de las bellas artes. Le gustaba, como a su padre, la música. Cuando tenía ocho años, su padre contrató como Mestre al gran clavecinista Domenico Scarlatti, con la obligación adicional de, además de dirigir la Capilla Real, enseñar música a la joven princesa. Scarlatti permaneció en Lisboa de 1719 a 1729, Bárbara también desarrolló un sincero afecto por su maestro de música, quien la siguió más tarde a Madrid.
En 1725, Bárbara estaba entre las diecisiete princesas consideradas seriamente para casarse con el rey Luis XV de Francia, cuando se redujo la lista de las 99 originales. Sin embargo, había preocupaciones sobre la salud física y mental percibida de su familia, así como su corta edad, y al final fue eliminada de la lista.

## Antecedentes
El 10 de enero de 1723, cuando Bárbara tenía apenas doce años, fue prometida al aún más joven Infante Fernando, hijo de Felipe V de España.
Los padres de la joven pareja, los dos grandes monarcas ibéricos de la primera mitad del siglo XVIII —Juan V reinó de 1707 a 1750, Felipe V de 1700 a 1746— querían con esta unión mejorar las relaciones entre los dos reinos, después de haber estado en guerra desde 1704 hasta 1715, durante la Guerra de Sucesión española. Durante este conflicto, un ejército portugués había tratado de llegar a Madrid en 1706, para ser derrotado en la batalla de Almansa en 1707.
Después de la guerra, las relaciones entre las dos coronas habían sido inestables. En el artículo XV del tratado de paz, firmado en 1715, el monarca español había asumido una deuda de seiscientos mil patacas con el rey portugués, a pagar en tres cuotas idénticas de doscientos mil patacas cada una. Sin embargo, en 1717, justo cuando Portugal estaba librando la batalla de Matapão en el Mediterráneo contra el Imperio Otomano, España inició una guerra contra Austria, Francia, Gran Bretaña y los Países Bajos, en un intento por reclamar lo que tenía perdido en el Tratado de Utrecht. Por tanto, no se había cumplido el pago de la deuda con Portugal. Nuevamente, empeoraron las relaciones entre los dos reinos. Sólo en 1719, cuando el diplomático Luís da Cunha, que había estado presente en el tratado de paz de 1715, fue nombrado embajador en Madrid, mejoraron las relaciones entre las dos coronas ibéricas. Con este enlace entre Bárbara y el príncipe español, ahora se esperaba que estas relaciones fueran estables.

## Ceremonias de compromiso
La promesa de matrimonio se declaró así el 10 de enero de 1723 en el Palacio de Ribeira, en Lisboa. Las capitulaciones fueron leídas por el secretario de Estado Diogo de Mendonça de la Corte Real en presencia de los monarcas portugueses, la embajada de España y la alta nobleza del reino. Entre ellos figuraba el marqués de Alegrete, que en 1708 como conde de Vilar Maior (título utilizado en vida de su padre) había sido embajador en Viena responsable del contrato matrimonial de los padres de Bárbara; el marqués de Angeja, exvirrey de Brasil (1713-1718), el marqués de Cascais, el marqués de Nisa, y el Marqués de Valença. El alto clero del reino todavía estaba presente.
Esa noche hubo grandes fiestas en el terreno del Palacio; Además de los bailes, también hubo fuegos artificiales en la orilla del río, mientras que los barcos de la Armada Real y los barcos mercantes del Tajo, así como las calles de la ciudad, se iluminaron festivamente. Al día siguiente hubo una ceremonia, celebrada por el Patriarca de Lisboa, Tomás de Almeida, con toda la Corte, embajadores extranjeros, etc. en asistencia. Después de eso, aún hubo audiencias públicas al patriarca en los días siguientes, nuevamente con la participación de la embajada española, saludos a las majestades y a Bárbara de los distintos órganos de la Corona, como el Consejo de Ultramar y el Desembarco en el Palacio-, y el día 13 una ceremonia extraordinaria de la Real Academia de Historia Portuguesa en el Palacio, con discursos del Conde de Ericeira, entre otros.
Ha de tenerse en cuenta que en este momento, en 1723, el Infante Fernando era el segundo en la línea de sucesión al trono de España. Sin embargo, el año siguiente fue convulso en España. Primero, Felipe V abdicó, para dejar paso a su hijo mayor, Luis I de España. Pero este murió después de ocho meses de reinado, a la edad de diecisiete años. Así, a finales de 1724, Felipe V volvió al trono. Pero con la muerte de su hermano mayor, el prometido de Bárbara se convirtió en el príncipe heredero o príncipe de Asturias. La princesa portuguesa podría convertirse así en reina de España.
Sin embargo, como la princesa solo tenía doce años en 1723 y el futuro Príncipe de Asturias solo nueve, pasaron varios años antes de que se celebrara la boda. Y cuando eso sucedió, ya fue en un intercambio de princesas entre los dos reinos.

## Nueva crisis diplomática
Tras la corta pero desastrosa guerra de España contra las cuatro potencias en 1718-1720, el rey de España todavía le había prometido una hija, la infanta Mariana Victoria de Borbón, a Luis XV de Francia, para tratar también de mejorar las relaciones con ese reino. Cuando tenía cuatro años, la princesita fue enviada más allá de los Pirineos. Pero el rey francés, sin embargo, no quiso esperar a que creciera y terminó eligiendo otra esposa. En marzo de 1725, la princesita, entonces de siete años, regresó a España.
Sin embargo, habían surgido nuevos conflictos entre Portugal y España, debido a la fundación por los portugueses de Montevideo, en el Río de la Plata, el 22 de noviembre de 1723. Se trataba de un área que los portugueses consideraban como el límite sur natural de Brasil, mientras los españoles de Buenos Aires querían controlar todo el estuario del Río de la Plata.
Los portugueses tenían la Colonia de Sacramento en la región desde 1680, que había sido ocupada por los españoles durante la guerra de sucesión española, pero regresada por el tratado de paz de 1715. Sin embargo, el tratado no decía nada sobre nuevas fundaciones en el área. Exactamente tres meses después de la fundación de Montevideo, el 22 de febrero de 1724, los españoles de Buenos Aires se sintieron justificados para ocupar la plaza. Apenas un año después del contrato de matrimonio entre María Bárbara y el Príncipe de Asturias, estos hechos, en esta remota parte de los respectivos imperios, provocaron así nuevos roces diplomáticos entre las coronas ibéricas.

## Doble enlace
Para evitar más controversias y fortalecer aún más la alianza prevista, la diplomacia española propuso un matrimonio doble: además del matrimonio entre el Príncipe Heredero de España y María Bárbara, el Príncipe Heredero de Portugal podría casarse con Mariana Victoria, que regresó a la corte española. Juan V aceptó la propuesta, y dos años después, habiendo alcanzado los príncipes y las infantas una edad algo mayor, se firmaron los acuerdos prenupciales: el Príncipe de Brasil y Mariana Victoria el 27 de diciembre de 1727, y el Príncipe de Asturias y María Bárbara el 11 de enero de 1728.
Finalmente, tras una larga preparación, el intercambio de princesas tuvo lugar el 19 de enero de 1729. El intercambio se realizó en el río Caia, que limita con Elvas en Alentejo, en Portugal, y Badajoz en Extremadura, en España. La ceremonia tuvo lugar literalmente en medio del río, en un gran puente palaciego de madera ricamente decorado construido para la ocasión, con varios pabellones en ambas orillas también. Prácticamente, toda la Corte participó, con todos los pueblos y lugares entre Lisboa y Elvas decorados con arte efímero, como arcos de triunfo, jardines artificiales, fuentes, etc., para recibir los inmensos séquitos en el camino hacia y desde la frontera. Los preparativos para el canje de princesas fueron tan detallados que ya en enero de 1727 la Corona hizo pedidos de mármoles en París, y pidió contribuciones extraordinarias de los cuatro rincones del imperio para financiar todo el esplendor deseado, incluida la Capitanía de Minas Gerais en Brasil.
Cabe señalar que todo este panorama del arte efímero se registró medio siglo después, durante el nuevo doble consorcio entre Portugal y España en 1785, con las bodas de la entonces única nieta de Jose y María Victoria, María Ana Victoria, y se realizó nuevamente en detalle.

## Princesa de Asturias
Cuando Fernando, entonces príncipe de Asturias, vio a su novia Bárbara en el primer encuentro con motivo de la boda, pensó que era tan poco atractiva que quiso abstenerse del enlace. Según su afirmación, fue engañado sobre la apariencia de su futura esposa, cuyo rostro estaba lleno de marcas de viruela. Pero finalmente se sometió, y con el tiempo, su antipatía inicial se transformó en afecto por su esposa. La princesa era resuelta y sensible y supo ganarse la confianza de su indeciso y melancólico marido. Como resultado, él la vio como un apoyo útil y buscó su consejo. 
Bárbara y el Príncipe de Asturias pasaron diecisiete años como príncipes herederos, antes de ascender al trono en 1746. Durante este período, y con el deterioro de la salud de Felipe V, Bárbara y su marido tuvieron que enfrentarse a la animosidad de la reina y madrastra del príncipe, Isabel de Farnesio, que quiso mantener a su hijastro alejado de la corte. En 1733 se aprobaron las reglas de conducta del Príncipe Heredero, que eran, según un historiador, una "especie de confiscación de viviendas":

Don Fernando y Bárbara pueden ser visitados cada uno por sólo cuatro personas, cuyo nombre y cargo se indicó. No pudieron recibir otras embajadas de Francia y Portugal. Los príncipes en el piso no comerían en público sin ir allí. Nadie templo o convento. […] La asistencia del príncipe en el Consejo de Gobierno y todos los despachos con él, y en particular cualquier trato con [el "primer ministro"], y los ministros, y en resumen, cada visita suya sus sacerdotes.

Un poco más tarde aún se dio el llamado incidente de las embajadas en 1735; a pesar del intercambio de princesas las relaciones entre Portugal y España se habían deteriorado hasta el punto de que el monarca portugués envió una fuerte escuadra al Río de la Plata, y llegó a existir efectivamente un estado de guerra entre las dos coronas, solo resuelto en 1737.
Durante su tiempo como Príncipe y Princesa de Asturias, Fernando y Bárbara se convirtieron en el objetivo de la oposición conocida como el partido español, en paralelo al deterioro de las relaciones de España con Portugal.
La joven Bárbara era una mujer culta, de agradable carácter, dominadora de seis idiomas y gran amante de la música desde niña.  
Bárbara y Fernando se habían enamorado rápidamente. En 1733, se quedó embarazada, pero dio a luz a un hijo muerto, después ya no tuvo más hijos.[cita requerida]
Aun así, durante todo este período, y durante el reinado posterior, la princesa contó con el consuelo de Domenico Scarlatti, su antiguo maestro de música en Lisboa, que siguió a su alumna a España, donde permaneció el resto de su vida. En España, el clavecinista napolitano compuso más de quinientas sonatas, muchas de ellas dedicadas a Bárbara, quien pasó gran parte de su tiempo interpretando composiciones de su antigua maestro.

## Reina de España

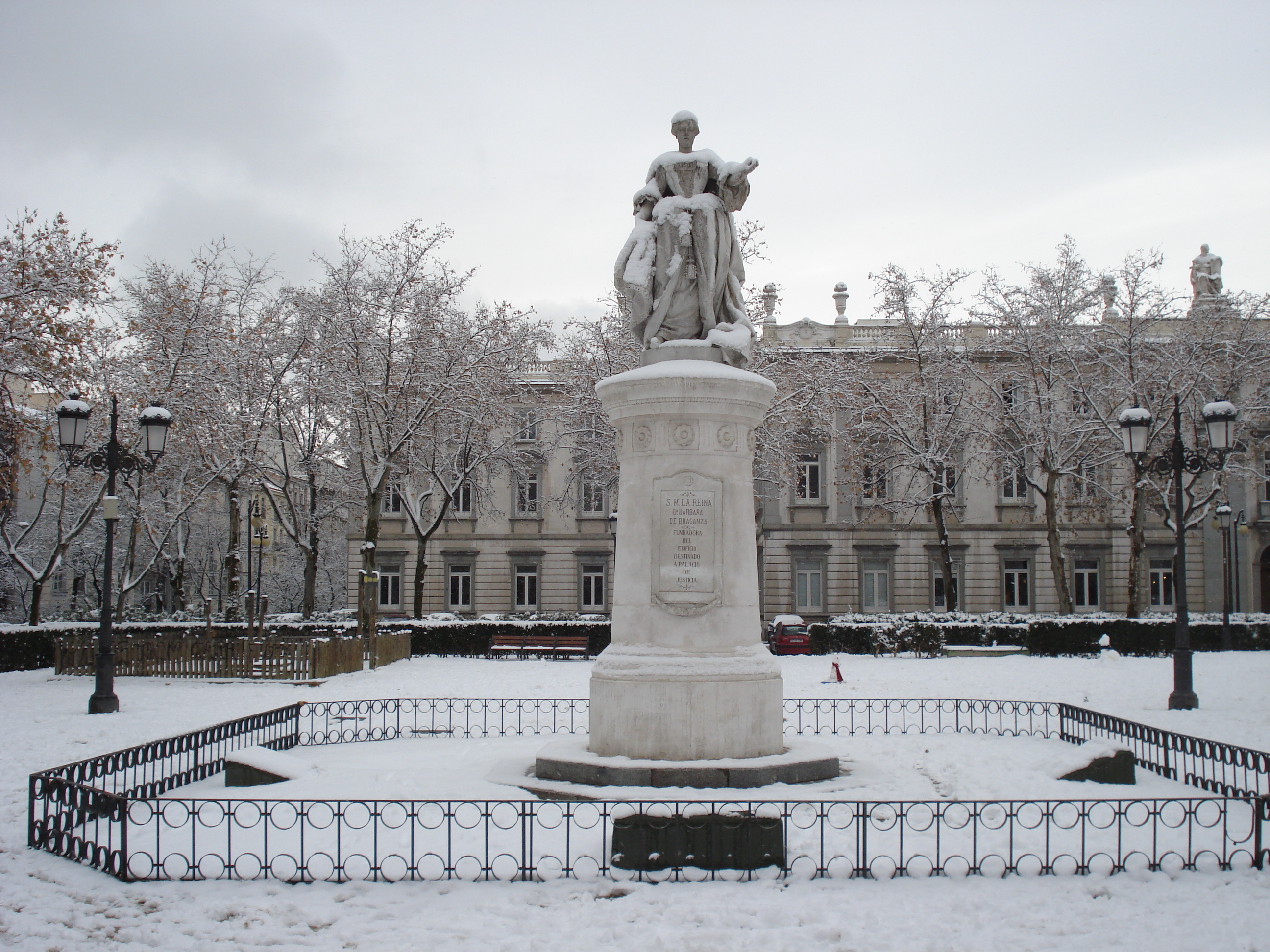
Estatua de la reina en la Plaza de la Villa de París en Madrid.

En julio de 1746, con la muerte de Felipe V, Fernando ascendió al trono y Bárbara se convirtió en reina de España. Tenía entonces treinta y cuatro años y su esposo treinta y dos. En los últimos diez años de su vida, la reina se había vuelto bastante obesa.
El embajador francés señaló que "es más bien Bárbara quien sucede a Isabel [la madrastra de Fernando] que Fernando sucede a Felipe". 
Tras su sucesión, Bárbara estuvo expuesta a intentos de abrir una brecha política entre ella y Fernando, ideada, entre otros, por partidarios de la reina viuda, y formó una alianza con tres miembros del partido español, que habían estado en la oposición durante el régimen anterior: Ensenada, Huéscar y Carvajal. De este modo, aseguró al partido español como sus partidarios y obtuvo la destitución de todos los que ostentaban el poder del régimen anterior que amenazaban su influencia sobre Fernando. Alentado por Bárbara, Fernando despidió al ministro Villarias, quien fue reemplazado por Carvajal, y en julio de 1747 la reina viuda fue desterrada de la corte.
Durante el reinado de su esposo, Bárbara presidió magníficas fiestas y conciertos en su refugio favorito, el Palacio Real de Aranjuez. Sin embargo, a diferencia de su predecesora como reina, a Bárbara no le gustaba hacer alarde de su influencia sobre su cónyuge y la política del gobierno, y dejó una impresión moderadamente positiva en el público. No era tan segura de sí misma, ni tenía tanta ambición política como Isabel de Farnesio, y su política se centró principalmente en una relación amistosa entre España y Portugal en cooperación con su padre y el embajador portugués Belmonte. La reina Bárbara participaba regularmente en los asuntos de estado: los ministros, que la respetaban, le presentaban todos los documentos de estado antes de que fueran entregados al rey, porque: "sólo ella sabe lo que debe decirse o ocultarse al rey". Ella era el canal a través del cual los ministros trabajaban con el rey, ya que era ella quien les aconsejaba cómo lograr el resultado deseado por parte del rey, y los ministros confiaban en ella para su trabajo, como informó el embajador británico Benjamin Keene: "Ella puede influir sobre él como le plazca, con tanto poder, pero con mucha menos dificultad, como nunca lo hizo la viuda con el difunto rey, su padre". En 1754, estuvo detrás de la caída de su anterior aliado Ensenada. Keene y Huáscar entregaron a la Reina un papel en el que insinuaba que el ministro Ensenada estaba haciendo títeres de la pareja real. Lograron convencerla de que actuara contra Ensenada y, en cooperación con Richard Wall y Huascar, Bárbara convenció a Fernando de que exiliara a Ensenada. 
La reina portuguesa jugó un papel importante en la corte española, especialmente como mediadora entre su padre, el rey de Portugal y su marido: precisamente entre 1746 y 1750 se negoció el Tratado de Madrid. Fiel a su gusto musical, protegió al célebre cantante italiano Carlo Broschi, conocido como Farinelli, siguió conviviendo con Domenico Scarlatti (el cual falleció en 1757, un año antes que ella), y ella misma componiendo sonatas para una gran orquesta.
Bárbara de Braganza es recordada como una reina moderada en sus costumbres, mecenas y amante de las artes, así como por el sincero amor y fidelidad que profesó a su marido el rey, y él a ella, cosa no tan frecuente en tiempos de matrimonios políticos o de conveniencia. También es recordada como bibliófila gracias a su amplia biblioteca. La Biblioteca Nacional de España guarda el Índice de los libros que le pertenecieron, en un manuscrito elaborado por el librero de cámara Juan Gómez en 1749, con 572 títulos que abarcan 1192 volúmenes, ordenados alfabéticamente.  Dominaban los libros en portugués y español (242 editados en España y 107 en Portugal), pero también había ediciones en italiano, francés, alemán y latín, provenientes de varias ciudades de Europa. Sus temas son variados, encontrándose libros de historia, literatura, artes, teatro, geografía, derecho y pensamiento político, diccionarios, gramáticas, clásicos greco-romanos y algunas obras sobre medicina y matemáticas, sin embargo, la mayoría de ellos tratan de teología y devoción.
El inventario de su biblioteca musical, publicado por Sandro Cappelletto (1995), demuestra que Bárbara de Braganza se encontraba en el centro de algunas de las principales redes de circulación de repertorios de la Europa del siglo XVIII.[cita requerida]

## Muerte
Fue también la promotora de la construcción del Convento de las Salesas Reales. Tras su inauguración en 1757, la reina se trasladó a Aranjuez, donde falleció tras una larga agonía el 27 de agosto de 1758. Su cadáver, vestido con el traje franciscano, fue tendido en el salón del palacio y se celebraron varias misas en su memoria. Al día siguiente sus restos fueron trasladados a Madrid y llevados al Convento de las Hermanas Salesianas fundado por ella en 1748 (Salesas Reales) y ahí fue enterrada, no fue enterrada en el Panteón Real de El Escorial por no haber sido madre de reyes. Dejó a su hermano, rey de Portugal, una gran fortuna, en lo que en España se consideró una fuga de capital.
Su muerte provocó un estado de locura en su destrozado marido, que falleció un año después, recluyéndose en Villaviciosa de Odón, de tal manera, que se lo conoció como el año sin rey.
Los restos de Bárbara reposan en un cuidado mausoleo, encargo posterior de Carlos III a Sabatini, en el convento que ella había fundado, dentro de la capilla del Santísimo, dando espalda al del rey, que ocupa el lado de la Epístola en el crucero.

## Títulos y tratamientos
| ● 4 de diciembre de 1711-19 de octubre de 1712: | Su alteza real la infanta de Portugal                                          |
| ● 19 de octubre de 1712-20 de enero de 1729:    | Su alteza real la duquesa de Braganza, infanta de Portugal, princesa de Brasil |
| ● 20 de enero de 1729-9 de julio de 1746:       | Su alteza real la princesa de Asturias                                         |
| ● 9 de julio de 1746-27 de agosto de 1758:      | Su majestad la reina de España                                                 |

## Ancestros
| \| \| \| \| \| \| \| \| \| \| \| \| \| \| \| \| \| \| \| \| 16. Teodósio II de Braganza \| \| \| \| \| \| \| \| \| \| \| \| \| \| \| \| \| \| \| \| \| \| \| \| \| \| \| \| \| \| \| \| \| \| \| \| \| \| \| \| \| \| \| \| \| \| \| \| \| \| \| \| \| \| 8. Juan IV de Portugal \| \| \| \| \| \| \| \| \| \| \| \| \| \| \| \| \| \| \| \| \| \| \| \| \| \| \| \| \| \| \| \| \| \| \| \| \| \| \| \| \| \| \| \| \| \| \| \| \| \| \| \| \| \| 17. Ana de Velasco y Girón \| \| \| \| \| \| \| \| \| \| \| \| \| \| \| \| \| \| \| \| \| \| \| \| \| \| \| \| \| \| \| \| \| \| \| \| \| \| \| \| \| \| \| \| \| \| \| \| \| \| \| \| \| \| 4. Pedro II de Portugal \| \| \| \| \| \| \| \| \| \| \| \| \| \| \| \| \| \| \| \| \| \| \| \| \| \| \| \| \| \| \| \| \| \| \| \| \| \| \| \| \| \| \| \| \| \| \| \| \| \| \| \| \| \| 18. Juan Manuel Pérez de Guzmán y Silva \| \| \| \| \| \| \| \| \| \| \| \| \| \| \| \| \| \| \| \| \| \| \| \| \| \| \| \| \| \| \| \| \| \| \| \| \| \| \| \| \| \| \| \| \| \| \| \| \| \| \| \| \| \| 9. Luisa de Guzmán \| \| \| \| \| \| \| \| \| \| \| \| \| \| \| \| \| \| \| \| \| \| \| \| \| \| \| \| \| \| \| \| \| \| \| \| \| \| \| \| \| \| \| \| \| \| \| \| \| \| \| \| \| \| 19. Juana Lorenza de Sandoval \| \| \| \| \| \| \| \| \| \| \| \| \| \| \| \| \| \| \| \| \| \| \| \| \| \| \| \| \| \| \| \| \| \| \| \| \| \| \| \| \| \| \| \| \| \| \| \| \| \| \| \| \| \| 2. Juan V de Portugal \| \| \| \| \| \| \| \| \| \| \| \| \| \| \| \| \| \| \| \| \| \| \| \| \| \| \| \| \| \| \| \| \| \| \| \| \| \| \| \| \| \| \| \| \| \| \| \| \| \| \| \| \| \| 20. Wolfgang Guillermo del Palatinado-Neoburgo \| \| \| \| \| \| \| \| \| \| \| \| \| \| \| \| \| \| \| \| \| \| \| \| \| \| \| \| \| \| \| \| \| \| \| \| \| \| \| \| \| \| \| \| \| \| \| \| \| \| \| \| \| \| 10. Felipe Guillermo de Neoburgo \| \| \| \| \| \| \| \| \| \| \| \| \| \| \| \| \| \| \| \| \| \| \| \| \| \| \| \| \| \| \| \| \| \| \| \| \| \| \| \| \| \| \| \| \| \| \| \| \| \| \| \| \| \| 21. Magdalena de Baviera \| \| \| \| \| \| \| \| \| \| \| \| \| \| \| \| \| \| \| \| \| \| \| \| \| \| \| \| \| \| \| \| \| \| \| \| \| \| \| \| \| \| \| \| \| \| \| \| \| \| \| \| \| \| 5. María Sofía de Palatinado-Neoburgo \| \| \| \| \| \| \| \| \| \| \| \| \| \| \| \| \| \| \| \| \| \| \| \| \| \| \| \| \| \| \| \| \| \| \| \| \| \| \| \| \| \| \| \| \| \| \| \| \| \| \| \| \| \| 22. Jorge II de Hesse-Darmstad \| \| \| \| \| \| \| \| \| \| \| \| \| \| \| \| \| \| \| \| \| \| \| \| \| \| \| \| \| \| \| \| \| \| \| \| \| \| \| \| \| \| \| \| \| \| \| \| \| \| \| \| \| \| 11. Isabel Amalia de Hesse-Darmstadt \| \| \| \| \| \| \| \| \| \| \| \| \| \| \| \| \| \| \| \| \| \| \| \| \| \| \| \| \| \| \| \| \| \| \| \| \| \| \| \| \| \| \| \| \| \| \| \| \| \| \| \| \| \| 23. Sofía Leonor de Sajonia \| \| \| \| \| \| \| \| \| \| \| \| \| \| \| \| \| \| \| \| \| \| \| \| \| \| \| \| \| \| \| \| \| \| \| \| \| \| \| \| \| \| \| \| \| \| \| \| \| \| \| \| \| \| 1. Bárbara de Braganza, Reina de España \| \| \| \| \| \| \| \| \| \| \| \| \| \| \| \| \| \| \| \| \| \| \| \| \| \| \| \| \| \| \| \| \| \| \| \| \| \| \| \| \| \| \| \| \| \| \| \| \| \| \| \| \| \| 24. Fernando II de Habsburgo \| \| \| \| \| \| \| \| \| \| \| \| \| \| \| \| \| \| \| \| \| \| \| \| \| \| \| \| \| \| \| \| \| \| \| \| \| \| \| \| \| \| \| \| \| \| \| \| \| \| \| \| \| \| 12. Fernando III de Habsburgo \| \| \| \| \| \| \| \| \| \| \| \| \| \| \| \| \| \| \| \| \| \| \| \| \| \| \| \| \| \| \| \| \| \| \| \| \| \| \| \| \| \| \| \| \| \| \| \| \| \| \| \| \| \| 25. María Ana de Baviera \| \| \| \| \| \| \| \| \| \| \| \| \| \| \| \| \| \| \| \| \| \| \| \| \| \| \| \| \| \| \| \| \| \| \| \| \| \| \| \| \| \| \| \| \| \| \| \| \| \| \| \| \| \| 6. Leopoldo I de Habsburgo \| \| \| \| \| \| \| \| \| \| \| \| \| \| \| \| \| \| \| \| \| \| \| \| \| \| \| \| \| \| \| \| \| \| \| \| \| \| \| \| \| \| \| \| \| \| \| \| \| \| \| \| \| \| 26. Felipe III de España \| \| \| \| \| \| \| \| \| \| \| \| \| \| \| \| \| \| \| \| \| \| \| \| \| \| \| \| \| \| \| \| \| \| \| \| \| \| \| \| \| \| \| \| \| \| \| \| \| \| \| \| \| \| 13. María Ana de España \| \| \| \| \| \| \| \| \| \| \| \| \| \| \| \| \| \| \| \| \| \| \| \| \| \| \| \| \| \| \| \| \| \| \| \| \| \| \| \| \| \| \| \| \| \| \| \| \| \| \| \| \| \| 27. Margarita de Austria \| \| \| \| \| \| \| \| \| \| \| \| \| \| \| \| \| \| \| \| \| \| \| \| \| \| \| \| \| \| \| \| \| \| \| \| \| \| \| \| \| \| \| \| \| \| \| \| \| \| \| \| \| \| 3. María Ana de Austria \| \| \| \| \| \| \| \| \| \| \| \| \| \| \| \| \| \| \| \| \| \| \| \| \| \| \| \| \| \| \| \| \| \| \| \| \| \| \| \| \| \| \| \| \| \| \| \| \| \| \| \| \| \| 28. Wolfgang Guillermo del Palatinado-Neoburgo (=20) \| \| \| \| \| \| \| \| \| \| \| \| \| \| \| \| \| \| \| \| \| \| \| \| \| \| \| \| \| \| \| \| \| \| \| \| \| \| \| \| \| \| \| \| \| \| \| \| \| \| \| \| \| \| 14. Felipe Guillermo de Neoburgo (=10) \| \| \| \| \| \| \| \| \| \| \| \| \| \| \| \| \| \| \| \| \| \| \| \| \| \| \| \| \| \| \| \| \| \| \| \| \| \| \| \| \| \| \| \| \| \| \| \| \| \| \| \| \| \| 29. Magdalena de Baviera (=21) \| \| \| \| \| \| \| \| \| \| \| \| \| \| \| \| \| \| \| \| \| \| \| \| \| \| \| \| \| \| \| \| \| \| \| \| \| \| \| \| \| \| \| \| \| \| \| \| \| \| \| \| \| \| 7. Leonor Magdalena de Palatinado-Neoburgo \| \| \| \| \| \| \| \| \| \| \| \| \| \| \| \| \| \| \| \| \| \| \| \| \| \| \| \| \| \| \| \| \| \| \| \| \| \| \| \| \| \| \| \| \| \| \| \| \| \| \| \| \| \| 30. Jorge II de Hesse-Darmstad (=22) \| \| \| \| \| \| \| \| \| \| \| \| \| \| \| \| \| \| \| \| \| \| \| \| \| \| \| \| \| \| \| \| \| \| \| \| \| \| \| \| \| \| \| \| \| \| \| \| \| \| \| \| \| \| 15. Isabel Amalia de Hesse-Darmstadt (=11) \| \| \| \| \| \| \| \| \| \| \| \| \| \| \| \| \| \| \| \| \| \| \| \| \| \| \| \| \| \| \| \| \| \| \| \| \| \| \| \| \| \| \| \| \| \| \| \| \| \| \| \| \| \| 31. Sofía Leonor of Sajonia (=23) \| \| \| \| \| \| \| \| \| \| \| \| \| \| \| \| \| \| \| \| \| \| \| \| \| \| \| \| \| \| \| \| \| \| \| \| \| \| \| \| \| \| \| \| \| \| \| \| \| \| \| \| |                                                      |  |  |  |  |  |  |  |  |  |  |  |  |  |  |  |
| |                                                      |  |  |  |  |  |  |  |  |  |  |  |  |  |  |  |
| | 16. Teodósio II de Braganza                          |  |  |  |  |  |  |  |  |  |  |  |  |  |  |  |
| |                                                      |  |  |  |  |  |  |  |  |  |  |  |  |  |  |  |
| |                                                      |  |  |  |  |  |  |  |  |  |  |  |  |  |  |  |
| | 8. Juan IV de Portugal                               |  |  |  |  |  |  |  |  |  |  |  |  |  |  |  |
| |                                                      |  |  |  |  |  |  |  |  |  |  |  |  |  |  |  |
| |                                                      |  |  |  |  |  |  |  |  |  |  |  |  |  |  |  |
| | 17. Ana de Velasco y Girón                           |  |  |  |  |  |  |  |  |  |  |  |  |  |  |  |
| |                                                      |  |  |  |  |  |  |  |  |  |  |  |  |  |  |  |
| |                                                      |  |  |  |  |  |  |  |  |  |  |  |  |  |  |  |
| | 4. Pedro II de Portugal                              |  |  |  |  |  |  |  |  |  |  |  |  |  |  |  |
| |                                                      |  |  |  |  |  |  |  |  |  |  |  |  |  |  |  |
| |                                                      |  |  |  |  |  |  |  |  |  |  |  |  |  |  |  |
| | 18. Juan Manuel Pérez de Guzmán y Silva              |  |  |  |  |  |  |  |  |  |  |  |  |  |  |  |
| |                                                      |  |  |  |  |  |  |  |  |  |  |  |  |  |  |  |
| |                                                      |  |  |  |  |  |  |  |  |  |  |  |  |  |  |  |
| | 9. Luisa de Guzmán                                   |  |  |  |  |  |  |  |  |  |  |  |  |  |  |  |
| |                                                      |  |  |  |  |  |  |  |  |  |  |  |  |  |  |  |
| |                                                      |  |  |  |  |  |  |  |  |  |  |  |  |  |  |  |
| | 19. Juana Lorenza de Sandoval                        |  |  |  |  |  |  |  |  |  |  |  |  |  |  |  |
| |                                                      |  |  |  |  |  |  |  |  |  |  |  |  |  |  |  |
| |                                                      |  |  |  |  |  |  |  |  |  |  |  |  |  |  |  |
| | 2. Juan V de Portugal                                |  |  |  |  |  |  |  |  |  |  |  |  |  |  |  |
| |                                                      |  |  |  |  |  |  |  |  |  |  |  |  |  |  |  |
| |                                                      |  |  |  |  |  |  |  |  |  |  |  |  |  |  |  |
| | 20. Wolfgang Guillermo del Palatinado-Neoburgo       |  |  |  |  |  |  |  |  |  |  |  |  |  |  |  |
| |                                                      |  |  |  |  |  |  |  |  |  |  |  |  |  |  |  |
| |                                                      |  |  |  |  |  |  |  |  |  |  |  |  |  |  |  |
| | 10. Felipe Guillermo de Neoburgo                     |  |  |  |  |  |  |  |  |  |  |  |  |  |  |  |
| |                                                      |  |  |  |  |  |  |  |  |  |  |  |  |  |  |  |
| |                                                      |  |  |  |  |  |  |  |  |  |  |  |  |  |  |  |
| | 21. Magdalena de Baviera                             |  |  |  |  |  |  |  |  |  |  |  |  |  |  |  |
| |                                                      |  |  |  |  |  |  |  |  |  |  |  |  |  |  |  |
| |                                                      |  |  |  |  |  |  |  |  |  |  |  |  |  |  |  |
| | 5. María Sofía de Palatinado-Neoburgo                |  |  |  |  |  |  |  |  |  |  |  |  |  |  |  |
| |                                                      |  |  |  |  |  |  |  |  |  |  |  |  |  |  |  |
| |                                                      |  |  |  |  |  |  |  |  |  |  |  |  |  |  |  |
| | 22. Jorge II de Hesse-Darmstad                       |  |  |  |  |  |  |  |  |  |  |  |  |  |  |  |
| |                                                      |  |  |  |  |  |  |  |  |  |  |  |  |  |  |  |
| |                                                      |  |  |  |  |  |  |  |  |  |  |  |  |  |  |  |
| | 11. Isabel Amalia de Hesse-Darmstadt                 |  |  |  |  |  |  |  |  |  |  |  |  |  |  |  |
| |                                                      |  |  |  |  |  |  |  |  |  |  |  |  |  |  |  |
| |                                                      |  |  |  |  |  |  |  |  |  |  |  |  |  |  |  |
| | 23. Sofía Leonor de Sajonia                          |  |  |  |  |  |  |  |  |  |  |  |  |  |  |  |
| |                                                      |  |  |  |  |  |  |  |  |  |  |  |  |  |  |  |
| |                                                      |  |  |  |  |  |  |  |  |  |  |  |  |  |  |  |
| | 1. Bárbara de Braganza, Reina de España              |  |  |  |  |  |  |  |  |  |  |  |  |  |  |  |
| |                                                      |  |  |  |  |  |  |  |  |  |  |  |  |  |  |  |
| |                                                      |  |  |  |  |  |  |  |  |  |  |  |  |  |  |  |
| | 24. Fernando II de Habsburgo                         |  |  |  |  |  |  |  |  |  |  |  |  |  |  |  |
| |                                                      |  |  |  |  |  |  |  |  |  |  |  |  |  |  |  |
| |                                                      |  |  |  |  |  |  |  |  |  |  |  |  |  |  |  |
| | 12. Fernando III de Habsburgo                        |  |  |  |  |  |  |  |  |  |  |  |  |  |  |  |
| |                                                      |  |  |  |  |  |  |  |  |  |  |  |  |  |  |  |
| |                                                      |  |  |  |  |  |  |  |  |  |  |  |  |  |  |  |
| | 25. María Ana de Baviera                             |  |  |  |  |  |  |  |  |  |  |  |  |  |  |  |
| |                                                      |  |  |  |  |  |  |  |  |  |  |  |  |  |  |  |
| |                                                      |  |  |  |  |  |  |  |  |  |  |  |  |  |  |  |
| | 6. Leopoldo I de Habsburgo                           |  |  |  |  |  |  |  |  |  |  |  |  |  |  |  |
| |                                                      |  |  |  |  |  |  |  |  |  |  |  |  |  |  |  |
| |                                                      |  |  |  |  |  |  |  |  |  |  |  |  |  |  |  |
| | 26. Felipe III de España                             |  |  |  |  |  |  |  |  |  |  |  |  |  |  |  |
| |                                                      |  |  |  |  |  |  |  |  |  |  |  |  |  |  |  |
| |                                                      |  |  |  |  |  |  |  |  |  |  |  |  |  |  |  |
| | 13. María Ana de España                              |  |  |  |  |  |  |  |  |  |  |  |  |  |  |  |
| |                                                      |  |  |  |  |  |  |  |  |  |  |  |  |  |  |  |
| |                                                      |  |  |  |  |  |  |  |  |  |  |  |  |  |  |  |
| | 27. Margarita de Austria                             |  |  |  |  |  |  |  |  |  |  |  |  |  |  |  |
| |                                                      |  |  |  |  |  |  |  |  |  |  |  |  |  |  |  |
| |                                                      |  |  |  |  |  |  |  |  |  |  |  |  |  |  |  |
| | 3. María Ana de Austria                              |  |  |  |  |  |  |  |  |  |  |  |  |  |  |  |
| |                                                      |  |  |  |  |  |  |  |  |  |  |  |  |  |  |  |
| |                                                      |  |  |  |  |  |  |  |  |  |  |  |  |  |  |  |
| | 28. Wolfgang Guillermo del Palatinado-Neoburgo (=20) |  |  |  |  |  |  |  |  |  |  |  |  |  |  |  |
| |                                                      |  |  |  |  |  |  |  |  |  |  |  |  |  |  |  |
| |                                                      |  |  |  |  |  |  |  |  |  |  |  |  |  |  |  |
| | 14. Felipe Guillermo de Neoburgo (=10)               |  |  |  |  |  |  |  |  |  |  |  |  |  |  |  |
| |                                                      |  |  |  |  |  |  |  |  |  |  |  |  |  |  |  |
| |                                                      |  |  |  |  |  |  |  |  |  |  |  |  |  |  |  |
| | 29. Magdalena de Baviera (=21)                       |  |  |  |  |  |  |  |  |  |  |  |  |  |  |  |
| |                                                      |  |  |  |  |  |  |  |  |  |  |  |  |  |  |  |
| |                                                      |  |  |  |  |  |  |  |  |  |  |  |  |  |  |  |
| | 7. Leonor Magdalena de Palatinado-Neoburgo           |  |  |  |  |  |  |  |  |  |  |  |  |  |  |  |
| |                                                      |  |  |  |  |  |  |  |  |  |  |  |  |  |  |  |
| |                                                      |  |  |  |  |  |  |  |  |  |  |  |  |  |  |  |
| | 30. Jorge II de Hesse-Darmstad (=22)                 |  |  |  |  |  |  |  |  |  |  |  |  |  |  |  |
| |                                                      |  |  |  |  |  |  |  |  |  |  |  |  |  |  |  |
| |                                                      |  |  |  |  |  |  |  |  |  |  |  |  |  |  |  |
| | 15. Isabel Amalia de Hesse-Darmstadt (=11)           |  |  |  |  |  |  |  |  |  |  |  |  |  |  |  |
| |                                                      |  |  |  |  |  |  |  |  |  |  |  |  |  |  |  |
| |                                                      |  |  |  |  |  |  |  |  |  |  |  |  |  |  |  |
| | 31. Sofía Leonor of Sajonia (=23)                    |  |  |  |  |  |  |  |  |  |  |  |  |  |  |  |
| |                                                      |  |  |  |  |  |  |  |  |  |  |  |  |  |  |  |
| |                                                      |  |  |  |  |  |  |  |  |  |  |  |  |  |  |  |

| Predecesora: Isabel Farnesio | Reina consorte de España 1746-1758 | Sucesora: María Amalia de Sajonia |